# علی‌آباد (رامند)
علی‌آباد یک روستا در ایران است که در دهستان ابراهیم‌آباد شهرستان بوئین‌زهرا استان قزوین واقع شده‌است. علی‌آباد ۳۳ نفر جمعیت دارد.